# Chiesa Presbiteriana in Italia
La Chiesa Presbiteriana in Italia è una denominazione Presbiteriana e Riformata in Italia, formata dall'opera missionaria dell'Agenzia Presbiteriana per le Missioni Transculturali (APMT) e la Chiesa Presbiteriana del Brasile (CPB).

## Storia
Procedente dalla Chiesa di Scozia, il Presbiterianesimo si è stabilito in Italia durante il XX secolo.
Le congregazioni partecipanti tengono servizi prevalentemente in inglese e la comunità è costituita soprattutto da immigrati scozzesi in Italia.
Una prima congregazione evangelica fu fondata nel 1996 nella città di Torino dal Reverendo Nilton Freitas e da immigrati brasiliani. Tuttavia, la chiesa iniziò a tenere funzioni in lingua italiana e ad accogliere gli italiani come membri.
Una nuova chiesa è stata insediata sempre a Torino nel 2004 dal Rev. Humberto Arisa de Oliveira, parroco dell'Agenzia Presbiteriana per le Missioni Transculturali (APMT), Chiesa Presbiteriana del Brasile (CPB). Nel 2008 il missionario si è trasferito a Legnano (Provincia di Milano), Lombardia, dove è stata trasferita anche la chiesa.
Nel 2014, la chiesa ha iniziato a ordinare i propri anziani e nel 2015 si è trasferita in un edificio più grande.
Nel gennaio 2020 è stata fondata una seconda chiesa a Brescia, espandendo il territorio della Chiesa Presbiteriana in Italia a due città.
Nel marzo 2024 è stata fondata ad Asti la terza chiesa della denominazione.
Nel 2025 sono stati avviati progetti per fondare altre tre chiese nelle città di Novara, Sanremo e Monza.

## Dottrina
Essendo una denominazione fondata sulle missioni della Chiesa Presbiteriana del Brasile, la CPI è una denominazione conservatrice. Aderisce ufficialmente alla Confessione di fede di Westminster, Catechismo Maggiore di Westminster e Catechismo Minore di Westminster e non ordina donne.

## Relazioni inter-ecclesiali
La CPI è legata ad altre denominazioni presbiteriane europee come la Chiesa evangelica presbiteriana di Spagna, anch'essa fondata dai missionari dell'APMT-CPB.
Altre denominazioni riformate operano in Italia. La Chiesa Presbiteriana in America e le Chiese Riformate Unite in Nord America mantengono missionari nel Paese a Milano, Lecce e Perugia che insieme, nel 2022, costituivano la Chiesa Presbiteriana e Riformata in Italia. La CPI mantiene legami fraterni con questi missionari.
Anche la Chiesa Presbiteriana di Pinheiros, chiesa locale federata alla CPB, è coinvolta nella fondazione di un'altra chiesa presbiteriana a Pistoia.